# Букалей (Вадський район)
Букалей (рос. Букалей) — село в Вадському районі Нижньогородської області Російської Федерації.
Населення становить 5 осіб. Входить до складу муніципального утворення Стрєльська сільрада.

## Історія
Від 2009 року входить до складу муніципального утворення Стрєльська сільрада.

## Населення
| 1999 | 2002 | 2010 |
| ---- | ---- | ---- |
| 16   | ↘12  | ↘5   |